# Öpfingen
Öpfingen je obec v Německu, ve spolkové zemi Bádensko-Württembersko, v zemském okrese Alba-Dunaj. Leží na jižním okraji Švábské Alby, na severním břehu Dunaje, mezi Ehingenem a Ulmem.
Na severu obec sousedí s obcí Allmendingen, na východě s obcí Oberdischingen a s městem Erbach, na jihu a západě s městem Ehingen.
První písemná zmínka o obci pochází z roku 1127. Mezi významné stavby patří gotický farní kostel svatého Martina a dva zámečky (Oberes Schloss a Unteres Schloss). V letech 1967 až 1978 zde žil spisovatel Andreas Eschbach.
Obcí prochází Dunajská cyklostezka.

### Externí odkazy

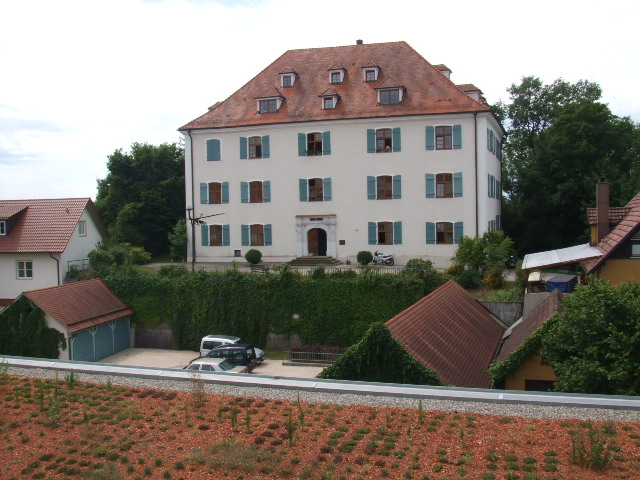
Zámek Oberes Schloß